# Валаева, Елена Ярославовна
Еле́на Яросла́вовна Вала́ева (1 апреля 1953 года, Жуковский — 9 сентября 2010 года, Москва) — советская актриса кино.

## Биография
Елена Валаева родилась 1 апреля 1953 года в городе Жуковский Московской области. Окончила Всероссийский государственный университет кинематографии имени С. А. Герасимова (мастерская Бориса Бабочкина).
Известность пришла к актрисе после запоминающейся роли Бетти Уайтхауз в кинофильме «Опасный поворот» режиссёра Владимира Басова: 
«изящно упакованная мерзость» — выражение Роберта Кэплена (сыгранного Юрием Яковлевым).
.
Была женой кинорежиссёра Игоря Вознесенского, большинство своих ролей сыграла в его фильмах. В ноябре 1974 года родился сын Антон.
Скончалась после продолжительной болезни 9 сентября 2010 года, на 58-м году жизни. Похоронена на Хованском кладбище.

## Фильмография
| Год  |     | Название                  | Роль                                                  |
| ---- | --- | ------------------------- | ----------------------------------------------------- |
| 1970 | кор | Детям до 16…              | Имя персонажа не указано                              |
| 1972 | ф   | Опасный поворот           | Бетти Уайтхауз                                        |
| 1973 | ф   | Старые стены              | Аля Вознесенская, рабочая                             |
| 1974 | ф   | Жребий                    | Ирина                                                 |
| 1975 | ф   | Потрясающий Берендеев     | учительница музыки                                    |
| 1977 | ф   | Кольца Альманзора         | придворная дама                                       |
| 1977 | ф   | Четвёртая высота          | учительница                                           |
| 1979 | ф   | Акванавты                 | Наташа                                                |
| 1981 | ф   | Остаюсь с вами            | доктор                                                |
| 1981 | ф   | Цыганское счастье         | Настя                                                 |
| 1982 | ф   | Красиво жить не запретишь | Зинаида Петровна, министр лёгкой промышленности РСФСР |
| 1982 | ф   | Однолюбы                  | эпизод                                                |
| 1982 | ф   | Свидание с молодостью     | Оксана, секретарша                                    |
| 1983 | ф   | Нежданно-негаданно        | посетительница сберкассы                              |
| 1983 | ф   | Признать виновным         | Тамара Ивановна, учительница английского языка        |
| 1985 | ф   | Внимание! Всем постам…    | преподавательница в Школе милиции                     |
| 1986 | ф   | Где ваш сын?              | капитан Лазарева — главная роль                       |
| 1989 | ф   | Идеальное преступление    | женщина в голубом плаще, беседующая с полицейским     |
| 1989 | ф   | Из жизни Фёдора Кузькина  | продавщица в спецраспределителе                       |
| 1990 | ф   | Сестрички Либерти         | медсестра                                             |
| 1991 | ф   | Фирма приключений         | Шарлотта, сестра милосердия                           |